# Мерлот
Мерлот или мерло (фр. merlot) је врста црног грожђа тамноплаве боје. Има мала зрна са танком кожом, а укус има трагове боровнице и менте. Заједно са сортама каберне совињон, каберне франк, малбек и пти вердо, то је једна од основних сорти које се гаје у виноградарској области Бордоа на југозападу Француске. Године 2004. сорта мерло је гајена на 260.000 хектара у свету, са тенденцијом повећања.